# Villa del Mar
Villa del Mar är en ort i Mexiko.   Den ligger i kommunen Cabo Corrientes och delstaten Jalisco, i den sydvästra delen av landet, 700 km väster om huvudstaden Mexico City. Villa del Mar ligger 17 meter över havet och antalet invånare är 207.
Terrängen runt Villa del Mar är platt söderut, men åt nordost är den kuperad. Havet är nära Villa del Mar åt sydväst.  Villa del Mar är det största samhället i trakten.